# Бібліотека нормативних актів міністерств і відомств України
«Бібліотека нормативних актів міністерств і відомств України» — бюлетень Українського інформаційно-правового центру. Видавався у Києві протягом 1998—2002 років замість «Бюлетеня нормативних актів міністерств і відомств України».
Виходив два рази на місяць. Публікувалися поточні нормативні акти центральних органів виконавчої влади. Містив:
- алфавітно-предметний покажчик;
- покажчик актів за галузями законодавства.